# Ousanousava
Ousanousava est un groupe musical français, originaire de Saint-Pierre, à La Réunion. Sur les premiers albums, le nom du groupe est orthographié Ousa Nousava ou encore Ousa-Nousava.

## Histoire
Ousanousava signifie « Où allons-nous » en créole réunionnais. Le groupe est formé par Frédéric Joron, fils de Jules Joron, en 1984. Il est, à ses débuts, formé par la fratrie des Joron, les jumeaux Frédéric et François, ainsi que Bernard et leur petite sœur Isabelle. Ils apprennent dès le plus jeune âge à jouer de différents instruments de musique grâce à leur père Jules Joron, un grand ségatier réunionnais,. Le groupe se fait connaître en 1984 notamment avec la sortie de leur première cassette intitulée Ousanousava qui va s'écouler à plus de 10 000 exemplaires en un an. Le groupe connaît un tel tremplin qu'il ira jusqu'à se produire au Zénith de Paris en 1994.
En 1995, Frédéric Joron, l'un des leaders, décide de quitter le groupe pour se consacrer au spirituel et continuer sa carrière en solo. Le groupe continuera son activité avec les autres chanteurs encore présents, Bernard Joron et François Joron. En 1999 sort le 6e album, Mon péi in tablo qui marque le retour sur le devant de la scène du groupe avec la chanson phare Na dé milyon d'années. 
Ousanousava et Ti Sours font une tournée commune en métropole en 2004. En 2006, un spectacle hommage à Jules Joron est mis en place par le groupe. En 2008 sort le 10e album d'Ousanousava, Tous les enfants avec le titre Même si ou lé loin.
En 2010, le premier album enregistré en métropole est le 11e opus, Live jam lors d'une tournée métropolitaine. En 2012, sort le 12e album qui rend hommage à des interprètes disparus de la chanson française. Le livre-CD Ousanousava marmay / Ti coin grand bois / Faut métisser est publié en 2013. En 2016, la sortie du double album Immortel / Sens dessus-dessous s'accompagne d'une date d'ouverture de tournée à Grand Bassin. En 2018, le groupe est considéré comme l'un des plus représentatifs du terroir musical local,.
En 2021, le groupe sort l'album Ça mon pays,.

## Membres

### Membres actuels
- Bernard Joron - chant, guitare rythmique, trompette, auteur-compositeur
- François Joron - chant, kayamb, auteur-compositeur
- Patrick Atide - guitare, auteur-compositeur
- Laurent Serveaux - batterie
- Alfred Vienne - accordéon, accordina
- Frédéric Tossem - guitare basse
- Guillaume Dejean - violon
- Mickaël Talpot - percussions
- Teddy Doris - trombone
- Alain Chan Yu Hon - saxophone
- Yann Huet - photographe
- Pascal Wong-Fong - manager
- Jean Claude Amouny - ingénieur son façade
- Raphael ElBaze - ingénieur son plateau

### Anciens membres
- Frédéric Joron
- Isabelle Joron
- François « Ti nain » Fombard
- Lydie Narcisse
- Manuella Narcisse
- Georgette Lin
- Nadine Barbier
- Jacquy Savrimoutou
- Petit
- Amacy
- Philippe Baudin